# Stefan Michał Żarów
Stefan Michał Żarów (ur. 13 stycznia 1959 w Borowej) – polski poeta, publicysta, eseista i krytyk literacki. Debiut prasowy (1984), książkowy (2001), wcześniejsze publikacje bezdebitowe. Członek: Związek Literatów Polskich Oddział w Rzeszowie (2019 nadal), Regionalne Stow. Twórców Kultury w Rzeszowie (1985 nadal, 2008-16 członek zarządu, wiceprezes), Rada Krajowa RSTK w Warszawie (2013-17), Mieleckie Towarzystwo Literackie (2017 nadal, współtwórca i wiceprezes do 2022), Grupa Literackia „Słowo” w Mielcu (2006-16, wiceprezes 2014-16), Klub Środowisk Twórczych przy TMZM w Mielcu (1987-2015, członek zarządu 2003-7), Mielecki Klub Młodych Pisarzy w ramach KKMP (1985-90), Stowarzyszenie Twórców Kultury „Sęk” w Mielcu (1984-92). Współpracownik redakcyjny Mieleckiego ‚Rocznika Literacko-Kulturalnego „Dygresje” poprzednio Mieleckiego Rocznika Literackiego „Artefakty”. Twórczość tłumaczona na j. obce, drukowana w pismach społeczno-literackich i wydawnictwach zwartych w kraju i zagranicą.

## Publikacje książkowe
- Na skraju podróży (2017) ISBN 978-83-64865-51-0
- Inez (2018) ISBN 978-83-64865-72-5
- Kurtyna Kolorowych Szkieł (2018) ISBN 978-83-948173-5-0
- Mensura Hominis dziennik małopandemiczny (2020) ISBN 978-83-954169-8-9
- Czytanie Wiatru (2022) ISBN 978-83-66795-06-8
- Impressio (2023) ISBN 978-83-66795-16-7

inne
- Podkarpackie Ślady Pegaza - eseje, recenzje omówienia z kart historii (2019) ISBN 978-83-954169-1-0
- Otwarci na Wolność - szkice i omówienia (2019) ISBN 978-83-954169-5-8
- W cieniu Parnasu - eseje, recenzje, szkice wywiady, z kart historii (2024) ISBN 978-83-66795-17-4
- Tramp Poeta Podkarpacki - zeszyt poetycki (2019)[4]

## Odznaczenia i wyróżnienia
- Złoty Krzyż Zasługi (2020)[5]
- Brązowy Krzyż Zasługi (2016)[6]
- Srebrny Krzyż Zasługi ZŻWP (2023)[7]
- Brązowy Krzyż Zasługi ZŻWP (2019)[8]
- Złoty Medal „XL-Lecia ZŻWP” (2020)[9]
- Medal 125 Lat Polskiego Ruchu Ludowego (2020)
- Medal im. Wincentego Witosa (2016)[10]
- Medal 120 Lat Polskiego Ruchu Ludowego (2015)
- Odznaka Honorowa „Zasłużony dla Kultury Polskiej” (2015)[11]
- Odznaka Honorowa „Za Zasługi dla ZŻWP” (2014)[12]
- Odznaka Jubileuszowa 50-leciaTMZM im. Wł. Szafera (2014)[13]
- Odznaczenie „ Złota Koniczynka” (2008)[14]
- Nagroda Rocznika „Krajobrazy” za krytykę literacką (2020)
- Nagroda Zarządu ZLP w Rzeszowie za tomik wierszy „Mensura Hominis” dziennik małopandemiczny (2021)[1]
- Nagroda ZLP Oddział w Rzeszowie „Złote Pióro” w kategorii - krytyka literacka i inne 2022[1]